# Oxfordshire Senior Football League
De Oxfordshire Senior Football League is een Engelse regionale voetbalcompetitie. De League heeft 4 divisies namelijk de Premier Division en Division One voor de eerste elftallen en de Division 2A en 2B voor de reserves. De Premier Division bevindt zich op het 11de niveau in de Engelse voetbalpiramide. De kampioen kan promoveren naar de Hellenic Football League. 

## Recente kampioenen
| Seizoen | Premier Division        | Division One      |
| ------- | ----------------------- | ----------------- |
| 2003-04 | Eynsham Association     | Rover Cowley      |
| 2004-05 | Berinsfield C A         | B C S Bardwell    |
| 2005-06 | Oxford University Press | Kennington United |